# Pattoki
Pattoki é uma cidade do Paquistão localizada na província de Punjab.